# Hudcovce
Hudcovce jsou obec na Slovensku v okrese Humenné v Prešovském kraji. Žije zde 395 obyvatel.
První písemná zmínka pochází z roku 1467. Nachází se zde římskokatolický kostel svaté Terezie z Lisieux.